# Батігоподібна змія
Батігоподібна змія (Ahaetulla) — рід змій з родини полозових (Colubridae). Описано 21 вид.  Умовно отруйні змії (реальної небезпеки для людини не становлять).
Інша назва: «бронзова змія».

## Опис
Загальна довжина представників цього роду досягає 1,5—2 м. Мають сильно витягнутий, тонкий й стиснутий з боків тулуб. Голова вузька, трикутна. Очі дуже великі, зіниця горизонтальна. Забарвлення яскраво-зелене з жовтим або білим черевом, у деяких видів є помітні варіації забарвлення. Можуть бути сірими, жовтими, тілесного або кремового кольору з білими і чорними рисками на спині та з боків, створюючими косі лінії.

## Поширення
Поширені в Індії, південно-східній Азії, деяких островах Тихого океану. Зустрічаються на Корейському півострові. 

## Спосіб життя
Полюбляють дощові тропічні ліси. Активні вдень. Ведуть виключно деревний спосіб життя. Легко й швидко ковзають по гілках, як би плаваючи у кронах дерев. Харчуються дрібними птахами, жабами, ящірки, іноді дрібними гризунами.
Отрута цих змій має слабку токсичність.
Це яйцеживородні та живородні змії.

## Види
- Ahaetulla anomala (Annandale, 1906)
- Ahaetulla borealis Mallik, Srikanthan, Pal, Princia D'Souza, Shanker & Ganesh, 2020
- Ahaetulla dispar (Günther, 1864)
- Ahaetulla farnsworthi Mallik, Srikanthan, Pal, Princia D'Souza, Shanker & Ganesh, 2020
- Ahaetulla fasciolata (Fischer, 1885)
- Ahaetulla fronticincta (Günther, 1858)
- Ahaetulla isabellina (Wall, 1910)
- Ahaetulla laudankia Deepak, Narayanan, Sarkar, Dutta & Mohapatra, 2019
- Ahaetulla longirostris Mirza, Pattekar, Verma, Stuart, Purkayastha, Mohapatra & Patel, 2024
- Ahaetulla malabarica Mallik, Srikanthan, Pal, Princia D'Souza, Shanker & Ganesh, 2020
- Ahaetulla mycterizans (Linnaeus, 1758)
- Ahaetulla nasuta (La Cépède, 1789)
- Ahaetulla oxyrhyncha (Bell, 1825)
- Ahaetulla perroteti (Duméril & Bibron, 1854)
- Ahaetulla prasina (Boie, 1827)
- Ahaetulla pulverulenta (Duméril & Bibron, 1854)
- Ahaetulla rufusoculara Lam, Thu, Nguyen, Murphy, & Nguyen, 2021
- Ahaetulla sahyadrensis Mallik, Srikanthan, Pal, Princia D'Souza, Shanker & Ganesh, 2020
- Ahaetulla travancorica Mallik, Srikanthan, Pal, Princia D'Souza, Shanker & Ganesh, 2020